# アラレちゃんのひなまつり
『アラレちゃんのひなまつり』は、アラレちゃん（小山茉美）のシングル。1982年発売。
フジテレビおよび系列各局で放送されたテレビアニメ『Dr.スランプ アラレちゃん』の関連曲で、同作で則巻アラレを演じた小山茉美が雛祭り関連の曲をカバーしている。シングルジャケットには「うた／アラレちゃん＝小山茉美」（ジャケット表面）「うた：アラレちゃん」（ジャケット内側の歌詞カード）と表記されている。
A面「うれしいひなまつり」、カップリング曲には、同じく小山茉美が歌う「ひなまつり」が収録されている。

## 収録曲
1. うれしいひなまつり
歌：小山茉美
作詞：山野三郎（サトウハチロー）　作曲：河村直則（河村光陽）
2. ひなまつり 
歌：小山茉美
作詞：林柳波　作曲：平井康三郎